# 楊義臣
楊 義臣（よう ぎしん、生年不詳 - 617年）は、中国の隋の軍人。本姓は尉遅氏。本貫は代郡。

## 経歴
楊義臣の父の尉遅崇は、北周に仕えて儀同大将軍となり、常山に駐屯した。楊堅が定州総管となると、尉遅崇は楊堅が優れた人物と知って、親しくつき合った。580年、楊堅が丞相となり、尉遅迥が乱を起こすと、尉遅崇は尉遅迥の親族であったため、自ら獄に入り、使者を送って刑罰を受けることを願い出た。楊堅は信書を送ってかれを慰め、入朝させて常に側近に置いた。581年、隋が建国されると、秦興県公に封ぜられた。1年あまりして、達奚長儒の下で周盤で突厥を攻撃し、奮戦して死んだ。大将軍・豫州刺史の位を贈られ、子の義臣が官位と爵位を嗣いだ。
ときに義臣はまだ幼く、宮中で養育された。10代のころ、数年のあいだ宿衛を務めた。文帝（楊堅）は義臣に楊氏の姓を与え、皇従孫として扱い、陝州刺史に任じた。598年、突厥の達頭可汗が隋の北辺を侵すと、義臣は行軍総管として3万の兵を率いて白道に出て、突厥軍に遭遇してこれを撃破した。599年、突厥が雁門・馬邑に侵入すると、義臣は突厥軍を攻撃した。突厥軍は塞外に退却したが、義臣はこれを追撃して大斤山にいたった。太平公史万歳の軍と合流して、突厥軍を撃破した。600年、史万歳が楊素に陥れられて死去したため、義臣の対突厥戦の功績も記録されなかった。仁寿初年、朔州総管に任ぜられた。
604年、煬帝が即位すると、漢王楊諒が并州で乱を起こした。代州総管の李景が楊諒の部将の喬鍾葵に包囲されると、義臣は李景の救援に向かった。義臣は2万の兵を率いて、夜間に西陘を出て、夜明けに数十里を進んだ。喬鍾葵は義臣の兵の少ないのを見て、全軍でかれをはばもうとした。喬鍾葵の次将の王抜は勇敢な人物で、戦うたびに数騎で陣営を陥れたので、義臣もこれに苦しめられた。義臣は王抜に当たる者を募ると、車騎将軍の楊思恩がこれに名乗り出た。義臣は楊思恩の意気に感じて、「壮士なり」と言って酒を与えた。楊思恩は王抜の陣立てを眺めた後、さかずきを地に投げ打ち、馬に鞭打って王抜の陣に向かった。二度立ち向かって勝利できなかったので、義臣は騎士十数人を選抜して楊思恩につけた。楊思恩は突撃して数人を殺し、王抜の麾下に当たった。接近戦となると、楊思恩につけた騎士たちが退却したため、楊思恩は王抜のために殺された。王抜はこれに乗じて攻撃し、義臣の軍を十数里も退却させた。義臣は楊思恩の遺体をあがなうと、はげしく慟哭して、楊思恩を見捨てて退却した騎士たちをみな腰斬に処した。義臣は自軍が少なかったので、軍中の牛や驢馬を集めて数千頭を確保し、また兵数百人にひとり一鼓を持たせて、谷間にひそませた。義臣は日没後に喬鍾葵の軍に戦いを挑むと、戦闘開始直後に牛や驢馬を駆る者に命じて疾走させた。同時に鼓の音が鳴り響き、塵芥が天をおおったので、喬鍾葵の軍は実態を知ることなく、伏兵があるものと思いこんで潰走した。義臣は混乱する喬鍾葵の軍をほしいままに撃破した。功績により位は上大将軍に進んだ。まもなく相州刺史に任ぜられた。
607年、召還されて宗正卿となった。まもなく太僕卿に転じた。609年、吐谷渾に対する征戦に従い、琵琶峡に駐屯した。義臣の陣営は、南は元寿の陣営と、北は段文振の陣営と連なり、吐谷渾王を覆袁川で包囲した。612年、第一次高句麗遠征（隋の高句麗遠征）においては、軍を率いて粛慎道を進み、鴨緑江にいたり、乙支文徳と戦って先鋒をつとめ、一日に七勝を挙げた。後に諸軍とともに敗戦し、連座して免官された。まもなくもとの位に復した。613年、第二次高句麗遠征において、隋軍の副将として、宇文述とともに平壌に向かった。鴨緑江にいたって、楊玄感の乱のために軍を返し、趙郡太守を検校した。向海明が乱を起こし、扶風と安定の間を寇掠すると、義臣は隋軍を率いて乱を平定した。614年、第三次高句麗遠征の軍が起こされると、位は左光禄大夫に進んだ。ときに河北で高士達・張金称らが乱を起こして数万人を集めていた。煬帝は段達を派遣して乱を討たせたが、勝利できなかった。そこで616年、義臣に命じて高句麗遠征の帰還兵数万を率いて乱を討たせると、義臣は高士達を撃破し、張金称を斬った。反乱軍から降伏した者を収容し、豆子䴚に入り、格謙を討って捕らえた。煬帝は義臣の威名をにくんで、入朝させると、河北や山東の乱は勢力を盛り返した。義臣は功績により光禄大夫の位に進み、まもなく礼部尚書に任ぜられた。しばらくして在官のまま死去した。

## 伝記資料
- 『隋書』巻六十三 列伝第二十八
- 『北史』巻七十三 列伝第六十一